# Ingrid Vorsatz
Ingrid de Mello Vorsatz é uma psicóloga brasileira. Doutora em Teoria Psicanalítica pela Universidade Federal do Rio de Janeiro, é professora adjunta do Instituto de Psicologia da Universidade Estadual do Rio de Janeiro e coordenadora do Curso de Especialização em Psicologia Clínica Institucional na mesma instituição. Publicou os livros Antígona e a Ética Trágica da Psicanálise (Zahar/FAPERJ, 2013) e Residência em Psicologia Clínica Institucional: Práxis e Formação (co-organizado por Sonia Alberti, 2019).
Ingrid Vorsatz ganhou o Prêmio Jabuti duas vezes: Em 2014, pelo livro Antígona e a Ética Trágica da Psicanálise (2º lugar na categoria "Psicologia e Psicanálise") e, em 2018, pelo projeto Psicanálise e Literatura: Freud e os Clássicos (categoria "Formação de Novos Leitores"). Este último, é um projeto coordenado por Ingrid no Instituto de Psicologia da Universidade do Estado do Rio de Janeiro que ocorre desde 2015 por meio da disciplina homônima oferecida no curso de Psicologia da universidade.